# فهرست فیلسوفان مسلمان
فهرست فیلسوفان مسلمان: شامل فیلسوفان طبیعی، مشاء، اشراق، حکمت متعالیه ،نوصدرایی و معاصران

## فلسفه طبیعی
- ابوریحان بیرونی
- محمد بن موسی خوارزمی
- اخوان الصفا (این افراد به‌طور جمعی، کار می‌کردند و نامشان مشخص نیست)
- شاهمردان رازی
- ابن هیثم

## فلسفه مشاء
- ابویوسف کندی
- فارابی
- ابن سینا (شیخ الرئیس)
- خواجه نصیرالدین طوسی
- ابن رشد
- ابوالحسن محمد عامری
- ابوعلی مسکویه
- ابن فاتک
- ابن هندو
- ابوالبرکات
- ابوعبدالله فقیه معصومی
- بهمنیار بن مرزبان
- عبدالواحد جوزجانی
- ابن مسکویه
- ابوالفرج بن هندو
- ابن ابی اصیبعه
- خیام
- ماردینی
- ابو سلیمان سیستانی
- بن سهل بلخی
- بن طیب سرخسی
- میرزا جلوه

## فلسفه اشراق
- شهاب‌الدین یحیی سهروردی (شیخ اشراق، شیخ مقتول).

## حکمت متعالیهیا فلسفه اصالت وجود
- محمد قوام شیرازی (ملاصدرا، صدرالمتألهین).

## معاصرین
- سید محمدحسین طباطبایی
- سید روح‌الله خمینی
- حسن حسن‌زاده آملی
- عبدالله جوادی آملی
- مرتضی مطهری
- غلامحسین ابراهیمی دینانی
- محمدتقی جعفری
- سید احمد فردید
- رضا داوری اردکانی
- سید جلال‌الدین آشتیانی
- سید محمد موسوی بایگی
- غلامرضا اعوانی
- مصطفی ملکیان
- نصرالله پورجوادی
- مهدی حائری یزدی
- سید حسن امین
- شرف‌الدین خراسانی
- حمید وحید دستجردی
- عبدالکریم سروش
- داریوش شایگان
- پرویز ضیاءشهابی
- فتح‌الله مجتبایی
- جلال‌الدین مجتبوی
- محمد مجتهد شبستری
- محمدتقی مصباح یزدی
- سید حسین نصر
- داوود صمدی آملی

حسن ممدوحی

## سایر
این قسمت قابل بررسی و بازبینی است.
- ابویوسف کندی
- ابوالعباس ایرانشهری
- واصل بن عطا
- جاحظ
- ابوالحسن اشعری
- ابن ندیم
- ابوسهل نوبختی
- فخر رازی
- ابوالحسن طبری
- ابوالحسن محمد عامری
- یحیی بن عدی
- ابوحیان توحیدی
- امام صادق
- ابن ابی صادق
- محمدتقی آملی
- ابن طفیل
- غزالی
- ملا محسن فیض کاشانی
- ابن سبعین
- میر حیدر آملی
- ابن خلدون
- ملا هادی سبزواری
- جهانگیرخان قشقایی
- ملا عبدالله بهابادی
- میرزا ابراهیم حکمی زنجانی
- مرتضی طالقانی
- حکیم هیدجی
- مهدی نراقی
- ابن عربی آندلسی
- محمدتقی شوشتری
- غلامحسین مصاحب
- اقبال لاهوری
- میرزا احمد آشتیانی
- سید مصطفی محقق داماد
- کریم مجتهدی
- کمال حزباوی
- محمد ضیمران
- نصرالله حکمت
- منوچهر صدوقی سها
- جواد مصلح
- محمدرضا حکیمی
- علی‌اصغر دادبه
- علامه حلی
- میرابوالقاسم فندرسکی
- ابن ربن طبری
- شیخ بهایی
- میرداماد
- محمود خاتمی
- امام علی
- هشام بن حکم
- مولانا
- عطار
- سنایی
- قونوی
- جرجانی
- امام رضا
- امام باقر
- هشام بن سالم
- خاندان نوبختیان
- حسن بصری
- جرجانی اصفهانی
- ابوالهذیل علاف
- عمرو بن عبید

## خاورشناسان پژوهشگر در زمینهٔ فلسفه اسلامی
- هانری کوربن
- لویی ماسینیون